# Крістіан Преструд
Крістіан Преструд  (норв. Kristian Prestrud; 22 жовтня 1881 року, Груе, Норвегія — 11 листопада 1927 року, Крістіансанн) — норвезький військово-морський офіцер та полярний дослідник, який брав участь в експедиції Амундсена на Південний полюс в 1910 та 1912 рр. Преструд був першим офіцером Фраму, керівником санної партії до Землі короля Едуарда VII. В експедиції він займався дослідженнями і метеорологічними вимірами, допомагаючи Ялмару Йогансену.

## Біографія
Крістіан Преструд народився в сім'ї селянина, який потім купив власну ферму і працював на лікеро-горілчаному заводі. Крістіан  навчався у школі в Гамарі, в 15 років пішов в море. В 1898 році поступив на навчання в Військово-морську академію в Гортені. У 1902 році удостоєний звання другого лейтенанта. У 1905 році отримав звання першого лейтенанта. Кілька років  служив у торговельному флоті. Разом з Ейнаром Сем-Якобсеном експериментував з повітряними зміями, здатними підняти людину на висоту до 600 м. Познайомився з Амундсеном, який розраховував використовувати зміїв для льодової розвідки в Антарктиді.
У 1913-1921 роках служив на військових суднах, удостоївся капітанського звання. До 1923 року був наставником спадкоємця престолу, разом з королем брав участь в державних візитах в Бельгію і Нідерланди. Був одружений з Ранді Устеруд (з 1915 року), мав сина Корі і дочку Кірсті. У 1923-1927 роках служив військово-морським аташе в Англії і Франції. У 1927 році був призначений начальником порту Крістіансанн, 11 листопада того ж року з невідомої причини наклав на себе руки, застрелившись.

## Антарктична експедиція
У складі групи з восьми осіб 8 вересня 1911 року Преструд зробив безуспішну спробу підкорити Південний полюс. Полярники вирішили дістатися на 80 ° пд. ш., розвантажити там нарти і повертатися у «Фрамгайм». Невпорядковане повернення було здійснено розсіяними групами, останні два чоловіки прибули через шість годин після інших. Йогансен та Преструд потрапили на Фрамгайм повністю виснаженими, знайшовши табір у темряві та тумані лише за гавканням собак. На зворотному шляху малодосвідченому Преструду врятував життя Ялмар Йогансен. Згодом Йогансен, Преструд і Йорген Стубберуд вирушили до Землі короля Едуарда VII. Похід відбувся у листопаді-грудні 1911 року. Спроба дістатися до магнітного полюса виявилася невдалою.

## Відзнаки
За участь в антарктичній експедиції Преструд був нагороджений Медаллю Південного Полюса; став кавалером данського ордена Данеброг, французького Ордена Почесного легіону, голландського Ордена Оранж-Нассау і бельгійського ордена Леопольда. Також Преструд був нагороджений королівською норвезькою нагородою, заснованою королем Хоаком VII у 1912 році для нагородження учасників експедиції Південного полюса Руаля Амундсена. 